# Ступор
Ступор (лат. stupor — оніміння, нечутливість) — медичний стан, при якому відсутня критичність психічної функції та рівня свідомості, коли хворий майже повністю не реагує і відгукується виключно на інтенсивні стимули, зокрема такі як біль. Рефлекси збережені, проте знижені. У психіатрії — це один з видів рухового розладу, який являє собою повну нерухомість з мутизмом.

## Етимологія
Походить від лат. stupor — «оніміння, нечутливість».

## Етіологія
Ступор асоціюється з інфекційними захворюваннями, ускладненими токсичними станами (наприклад, отруєння важкими металами), тяжкою гіпотермією, психічними захворюваннями (як то шизофренія, великий депресивний розлад), епілепсією, судинними захворюваннями (зокрема, гіпертонічна енцефалопатія), гострою стресовою реакцією, пухлинами головного мозку, великою травмою, надлишком вітаміну D та деякими іншими хворобами.

## Патогенез
Показано, що ураження висхідної ретикулярної активаційної системи на рівні моста та середнього мозку спричинюють ступор. Частіше це відбувається при лівобічних ураженнях.

## Сутність
Ступор характеризується порушенням реакції на зовнішні подразники. У загальному сенсі виділяють деякі психопатологічні різновиди його.
Варіантів ступору багато. Вирізняють:
- депресивний — відображає психомоторне гальмування при класичній, меланхолійної депресії;
- кататонічний;
- галюцинаторний — відображає завантаженість галюцинаторними переживаннями;
- апатичний — обумовлений апатією та абулією, може спостерігатися як при грубих органічних ураженнях головного мозку, так і при шизофренії;
- дисоціативний («істеричний»);
- афективно-шоковий;

### Кататонічний ступор
Кататонічний ступор може розвиватися при кататонічній шизофренії як швидко, так і поступово, в цих випадках спочатку з'являються повільність, незграбність рухів, довгі застигання на одному місці тощо (іноді це називають суббступором). Надалі вираженість ступору може посилюватися. Виділяють його ступені вираженості:
- ступор з восковою гнучкістю, коли йде підвищення м'язового тонусу, через що тіло пацієнта може тривалий час зберігати незручну позу, будь-яка ж її зміна триває значний час. При цьому виділяють симптом каталепсії, тобто застигання пацієнта у приданій йому ззовні незручній позі — як правило лікар просто підіймає руку пацієнта вгору або в сторону. Також проявляється симптом «повітряної подушки» — через м'язову напругу, яка більшою мірою зачіпає м'язи згиначів, пацієнти лежать на спині в досить характерному положенні — голова трохи, на кілька сантиметрів, піднята над подушкою. Це положення дуже важко утримувати у звичайному стані, оскільки воно вимагає значного напруження м'язів, але хворі з каталепсією можуть зберігати його впродовж багатьох годин;
- ступор з негативизмом, коли м'язова напруга наростає, більш явно відбувається протидія спробам тих, хто оточує хворого, змінити його позу. Пацієнти не розмовляють (мутичні), лежать без рухів із закритими очима, руки приведені до грудей. Кулаки міцно стиснуті. Згідно з методикою огляду пацієнтів з підозрою на неврологічні або психічні ураження, все починається зі спроби лікаря оглянути зіниці, язик, менінгеальні симптоми, тонус кінцівок тощо. Проте при цьому відразу привертає увагу опір таких пацієнтів — при спробі підняти повіки вони їх заплющують, при спробі відкрити рот — стискають щелепи, не дозволяють розтиснути їх руки, причому видно, що сила м'язової напруги й протидії може наростати при намаганні це зробити.
- ступор із заціпенінням, коли розвивається надмірне виражене м'язове напруження, через переважання тонусу згиначів пацієнти знаходяться в ембріональній позі, тобто з приведеними до живота колінами, притиснутими до грудей руками.

Кататонічний ступор являє небезпеку для життя пацієнта, оскільки в такому стані, без їжі та пиття, за відсутності лікування, він може загинути. Іноді вихід зі ступору відбувається стрімко з розвитком кататонічного збудження.

## Клінічні прояви
Ті, хто перебуває у ступорі, малорухомі, неговіркі й у свідомості, оскільки їх очі відкриті, слідкують за оточуючими предметами. Якщо пацієнта не стимулювати ззовні, він більшу частину часу перебуває у сонному стані. У деяких екстремальних випадках серйозних депресивних розладів пацієнт може стати нерухомим, втратити апетит і оніміти. Короткі періоди нетривалої обмеженої чутливості можна досягти за допомогою інтенсивної стимуляції (наприклад, біль, яскраве світло, гучний шум, удар).
Виникають і проблеми дихання, наприклад, занадто повільне або швидке. М'язи скорочуються ненормально. Зіниці є ширшими або меншими за норму, часто не реагують або не змінюються при освітленні світлом.

## Лікування
Лікування ступору проводиться у комплексному лікуванні того захворювання, яке призвело до його розвитку. Використовуються транквілізатори (внутрішньовенно в наростальних дозах), оксибутират натрію, ноотропні препарати.